# Basilica di San Dionigi (Argenteuil)
La basilica di San Dionigi (in francese: basilique Saint-Denys) è il duomo di Argenteuil, nel dipartimento francese della Val-d'Oise, nella diocesi di Pontoise.

## Storia
In epoca merovingia, ad Argenteuil si trovava un monastero femminile; di esso fu priora anche Teodorada, figlia di Carlo Magno, che ricevette in dono dal padre la tunica che avrebbe indossato Gesù durante nelle ultime ore della sua vita. Il monastero, distrutto dalle invasioni dei vichinghi, non fu ricostruito che nell'XI secolo, per poi passare un secolo dopo ai monaci benedettini di Saint-Denis.. La guerra dei cent'anni causò gravi danni al paese all'insediamento monastico; successivamente, nel 1449 fu costruita una prima chiesa parrocchiale.
Nel 1865 fu stabilito di sostituire l'edificio medioevale con uno nuovo a causa delle sue precarie condizioni. La nuova chiesa fu dedicata il 22 aprile 1866 ed eretta al rango di basilica minore nel 1898 da papa Leone XIII. Durante i bombardamenti della seconda guerra mondiale tutte le sue vetrate andarono distrutte, e sostituite con le attuali a partire dal 1950 a partire da quella raffigurante San Vincenzo, nella cappella radiale occidentale.
Nel 2016, in occasione dei cinquant'anni della diocesi di Pontoise, dei centocinquant'anni della basilica e del giubileo straordinario della misericordia, il vescovo Stanislas Lalanne volle un'ostensione straordinaria della tunica di Gesù, alla quale parteciparono più di 200000 pellegrini. La celebrazione di chiusura fu presieduta dal cardinale Robert Sarah, allora prefetto della Congregazione per il culto divino e la disciplina dei sacramenti.

## Descrizione

### Architettura e arte

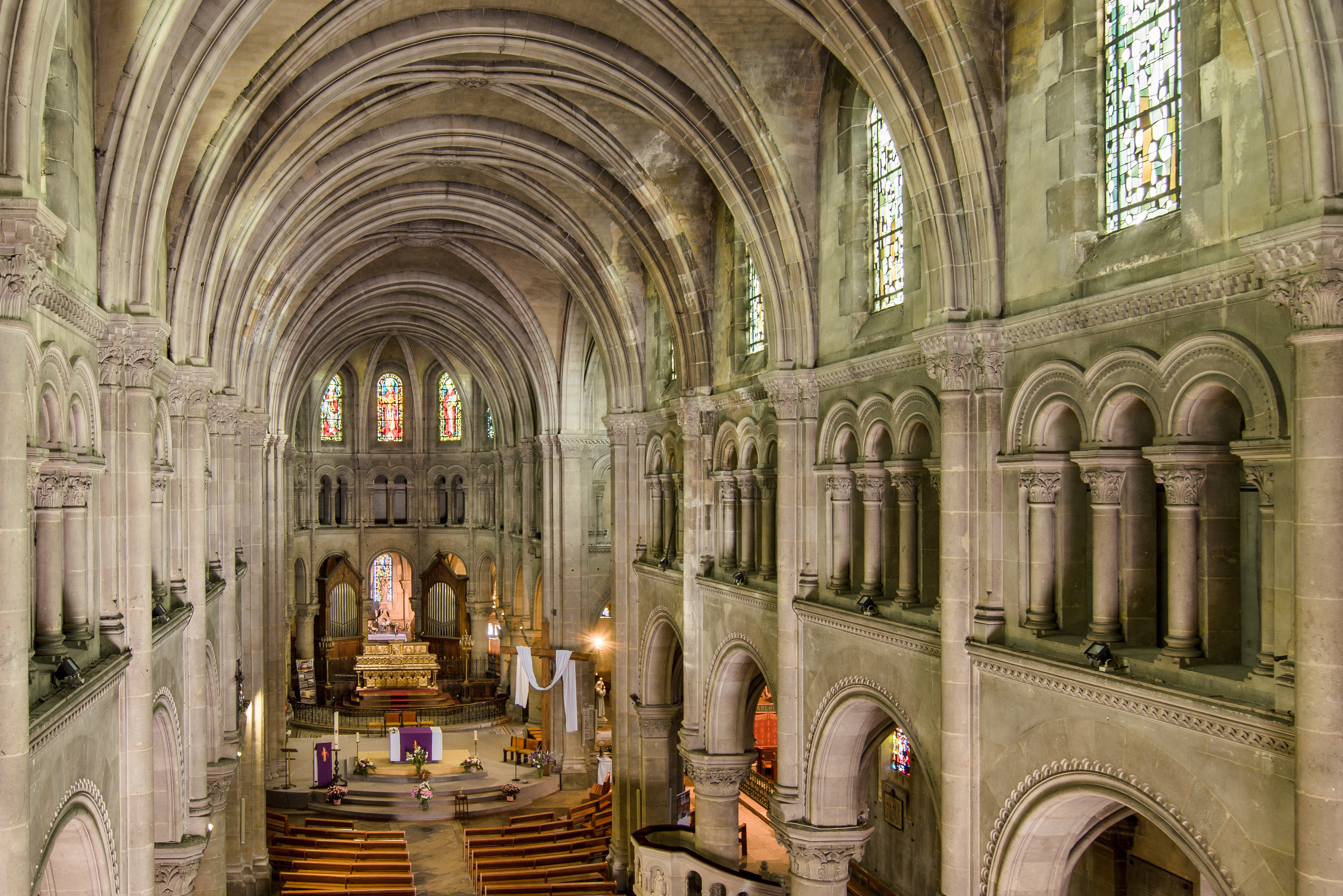
Interno

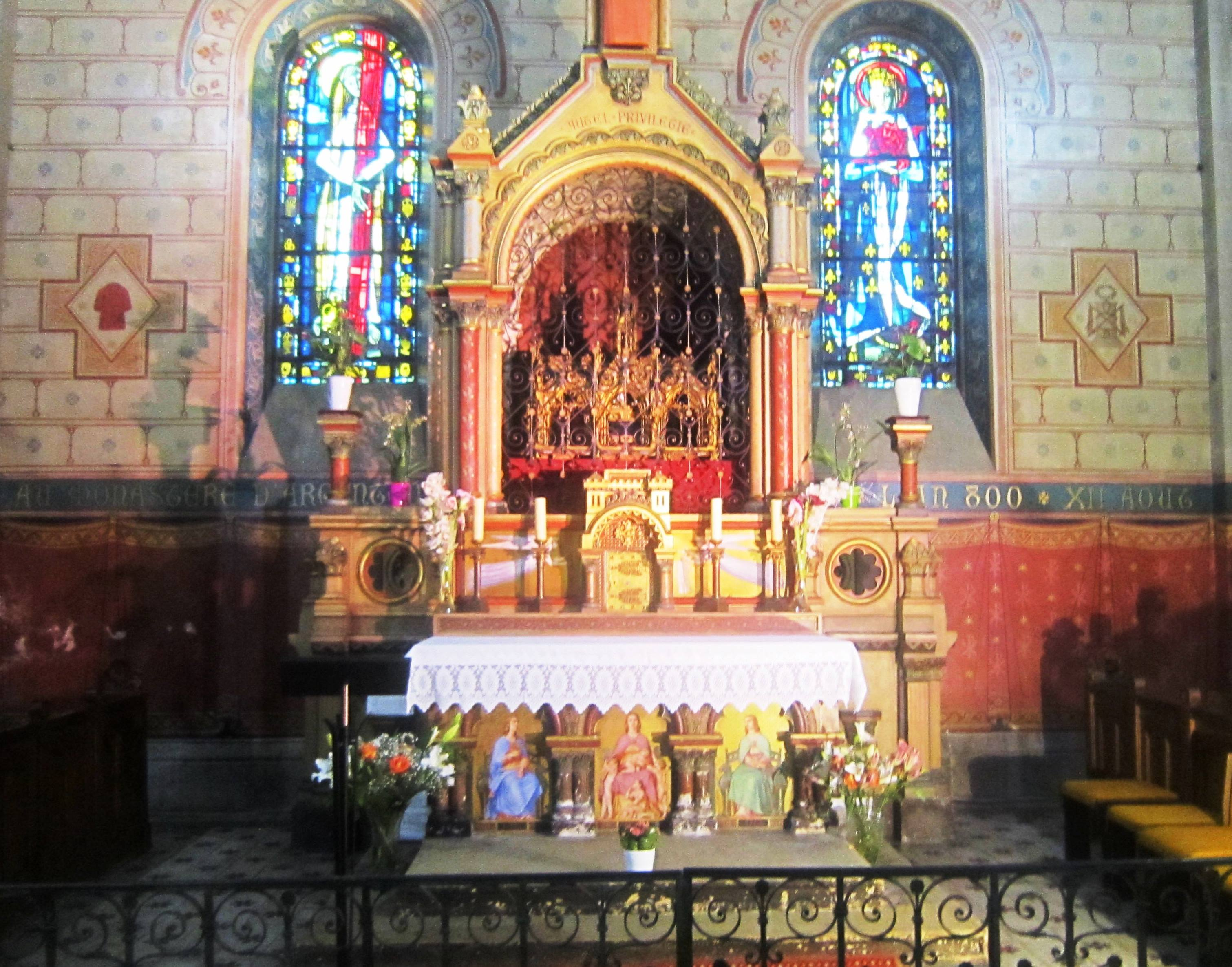
Altare che custodisce la tunica di Gesù

La basilica è opera dell'architetto Théodore Ballu, è in stile neoromanico ed è orientata lungo l'asse nord-sud. L'aula è preceduta da un nartece di tre campate, delle quali la centrale è inserita alla base della torre campanaria, che raggiunge alla sua sommità i 57 metri di altezza., preceduta da un triplo portico monumentale, il cui imponente campanile s'innalza fino a 57 metri di altezza. Costruita nel XIX secolo da Théodore Ballu in sostituzione di un edificio del XV secolo, essa è orientata in direzione nord-sud.
L'edificio presenta una pianta a croce latina, con ampia navata centrale di campate voltate a crociera, affiancata da due navate laterali che, oltre il transetto, si ricongiungono intorno all'abside nel deambulatorio, sul quale si aprono tre cappelle radiali. Nella navata maggiore, al di sotto del cleristorio costituito da monofore ad arco a tutto sesto con vetrate a grisaille, vi è un triforio. A lato del presbiterio, vi è la statua lignea secentesca di Nostra Signora dell'Umiltà, proveniente dall'antica chiesa parrocchiale. L'altare dell'abside (1866), in rame dorato e sbalzato, è opera dell'orafo Louis Bachelet, allievo di Eugène Viollet-le-Duc.
Il braccio destro del transetto ospita la tunica di Gesù; essa è custodita al di sopra dell'altare, entro un reliquiario neogotico, dorato e smaltato, realizzato nel 1827 da Placide Poussielgue-Rusand. Sulla parete sinistra, un dipinto di Friedrich August Bouterwek raffigurante Carlo Magno dona la tunica al monastero di Argenteuil (1851).

### Organi a canne
Nella basilica si trovano due organi a canne.
Lo strumento principale si trova sulla cantoria in controfacciata, e si compone di un unico corpo sonoro con positivo tergale. Fu costruito da Louis Suret tra il 1864 e il 1867 riutilizzando parte del materiale fonico dello strumento della precedente chiesa, risalente al XVIII secolo ed ampliato nel 1841. Danneggiato durante sia la guerra franco-prussiana (1870) che la seconda guerra mondiale (1944), fu successivamente ripristinato. Nel 1971-1973 la ditta Danion-Gonzalez ne operò una profonda ristrutturazione in stile neoclassico con una parziale alienazione delle canne settecentesche, che lo portò da 31 su tre manuali e pedale, a 43 registri su quattro manuali e pedale. Un nuovo restauro fu condotto nel 2007-2009 dalla ditta Muhleisen.
Nell'abside vi è un secondo organo a canne, di minori dimensioni. Fu realizzato negli anni 1880 dalla ditta Abbey per un'altra destinazione e installato nella basilica intorno al 1923; nel 1970 fu restaurato e modificato dalla ditta Danion-Gonzalez. Il materiale fonico è diviso in due casse simmetriche in stile neoromanico, al centro delle quali è posta la consolle. Lo strumento è l'unico del dipartimento della Val-d'Oise ad avere una doppia cassa espressiva. Dispone di 15 registri su due manuali e pedale, ed è a trasmissione mista (meccanica per i manuali e pneumatica per i registri).